# De Maat & Den Diel
De Maat vormt samen met Den Diel een natuurgebied ten noorden van Rauw. Het meet ongeveer 145 ha. Het natuurgebied wordt beheerd door de gemeentediensten. Natuurpunt zorgt voor de toegankelijkheid en organiseert er wandelingen met een gids. Het is Europees beschermd als onderdeel van Natura 2000-gebied 'Valleigebied van de Kleine Nete met brongebieden, moerassen en heiden' (BE2100026).
Vroeger was dit een heidegebied, maar omstreeks 1850 werd dit ontgonnen. Bovendien kwam in 1846 het Kempens Kanaal tot stand, dat het gebied in tweeën deelde. Het kalkrijke water van dit kanaal werd gebruikt om de heide te bevloeien, de zogenaamde wateringen, die dienstdeden als hooilanden en, toen paardentractie in onbruik raakte, als populierenplantages.
Ook was er op de heide turf en spriet voorhanden. Tijdens de Tweede Wereldoorlog, toen er brandstofschaarste heerste, werd de spriet op industriële schaal ontgonnen. Toen deze winning na de bevrijding werd gestaakt restten er een aantal ondiepe vijvers. Deels werden deze als visvijver gebruikt, andere werden volgestort met afval. Uiteindelijk werd het geheel omgevormd tot een natuurgebied. Het deel De Maat ligt ten zuiden, en het deel Den Diel ten noorden van het kanaal. Het gebied bestaat uit hooilanden, loofbossen, vijvers en vennen, heide en moeras.
Ten zuiden en oosten wordt het gebied omgeven door veel grootschaliger plassen voor zilverzandwinning.

## Cultuurmonumenten
Het kanaal wordt overspannen door een baileybrug uit 1944, die één der laatste originele exemplaren is welke tijdens de Tweede Wereldoorlog werden gebouwd.
Verder van belang zijn de drie sluizencomplexen in het Kempens Kanaal (Sas 1 t/m Sas 3). Het betreft de originele uit 1846 en de vernieuwde uit 1930, met een door ACEC geleverde installatie uit 1933. Deze installatie houdt de olie in de hydraulische installatie op druk door middel van een groot, met zand gevuld, vat. Dit systeem is uniek voor België.

## Omgeving
In dit gebied en de omgeving ervan zijn een aantal wandelingen uitgezet. In het oosten vindt men Blauwe Kei, en ten zuidwesten van het gebied ligt Buitengoor, een ander natuurgebied.